# ایگون هنینگر
ایگون هنینگر (به انگلیسی: Egon Henninger) (زادهٔ ۲۲ ژوئن ۱۹۴۰) شناگر اهل آلمان است.